# Покритка

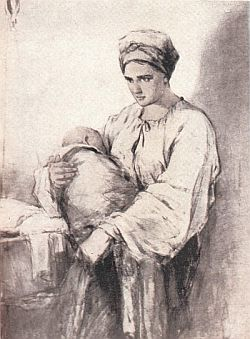
Ілюстрація до поеми «Наймичка». Тарас Шевченко.

По́критка — дівчина, яка не вберегла своєї честі й народила позашлюбну дитину (байстрюка). За давнім українським звичаєм, їй обрізали коси і покривали голову хусткою. Звідси вислів — покритка. Також використовувалися терміни: стрига (від того, що її публічно обстригали), нешлюбна мати.

## Положення
Такій дівчині заборонялося ходити з відкритим волоссям, вона мала покривати голову хусткою. Церква також була за публічну кару для покритки.

## Покритки в літературі
- у творі Панаса Мирного «Нечесна»:

| «Вона непутня виходила заміж. Пан і люди присудили обстригти її, обмазати дьогтем і обтикати пір’ям, — і так водили голу по селу». |
- в поемах Тараса Шевченка «Катерина», «Наймичка», «Сон», «Відьма», «Мати-покритка», «Марина», ;
- у повісті Григорія Квітки-Основ'яненка

«Сердешна Оксана».
- у п'єсі Марка Кропивницького

«Доки сонце зійде роса очі виїсть», покриткою називала себе Оксана, після того як дізналася про зраду Бориса
- у романі Панаса Мирного

«Хіба ревуть воли як ясла повні», покриткою була Мотря, мати головного героя Нечипора